# Hélène Prévost
Hélène Prévost fou una tennista francesa que destacà a la dècada del 1900.
És molt probable que tingui relació familiar amb André Prévost, guanyador d'una medalla de bronze olímpica (dobles masculins) en els mateixos Jocs Olímpics, però no s'ha pogut establir amb seguretat.

## Carrera esportiva
Va participar l'any 1900 en el Torneig de Roland Garros, on aconseguí guanyar la final femenina i aquell mateix participà en els Jocs Olímpics d'Estiu de 1900 realitzats a París (França), on aconseguí guanyar la medalla de plata en la prova individual femenina, al perdre davant la britànica Charlotte Cooper, i en la prova mixta fent parella amb el britànic Harold Mahony i en nom de l'Equip mixt.
L'any 1902 aconseguí guanyar el Torneig de Roland Garros en la modalitat mixta fent parella amb Réginald Forbes, en la primera edició que es disputà aquesta categoria, un títol que aconseguí revalidar el 1903.

## Altres torneigs

### Individual: 1 (1−0)
| Resultat   | Núm. | Any  | Campionat                            | Oponent | Resultat |
| ---------- | ---- | ---- | ------------------------------------ | ------- | -------- |
| Guanyadora | 1.   | 1900 | Championnat de France, París, França |         |          |

### Dobles mixts: 2 (2−0)
| Resultat   | Núm. | Any  | Campionat                            | Parella         | Oponents               | Resultat |
| ---------- | ---- | ---- | ------------------------------------ | --------------- | ---------------------- | -------- |
| Guanyadora | 1.   | 1902 | Championnat de France, París, França | Réginald Forbes | Adine Masson W. Masson |          |
| Guanyadora | 2.   | 1903 | Championnat de France (2)            | Réginald Forbes |                        |          |

## Jocs Olímpics

### Individual
| Any  | Campionat                                    | Oponent          | Resultat |
| ---- | -------------------------------------------- | ---------------- | -------- |
| 1900 | Jocs Olímpics d'estiu de 1900, París, França | Charlotte Cooper | 1–6, 4–6 |

### Dobles mixts
| Any  | Campionat                                    | Parella       | Oponents                          | Resultat |
| ---- | -------------------------------------------- | ------------- | --------------------------------- | -------- |
| 1900 | Jocs Olímpics d'estiu de 1900, París, França | Harold Mahony | Charlotte Cooper Reginald Doherty | 2–6, 4–6 |